# Sommersby
Sommersby es un remake estadounidense de 1992 dirigido por Jon Amiel, de tipo drama romántico, sobre el fin de la guerra de Secesión de la película francesa de 1982 Le Retour de Martin Guerre, que estaba ambientada en el siglo XVI en El caso Martín Guerre. (Esto tiene spoiler). En la película al protagonista todo el tiempo le dicen Jack, pero en la tumba al final está escrito John. 

## Sinopsis
Tras el fin de la guerra de secesión, mientras que Jack Sommersby ha desaparecido, sin duda muerto en combate, y su mujer Laurel ha tomado las riendas de los asuntos de la propiedad sin él. No lo lamenta mucho, ya que era un hombre rudo y un marido abusivo.
Pero un día, Jack vuelve. Laurel lo encuentra más delicado y completamente cambiado. ¿Se trata de un impostor?

## Argumento
John "Jack" Sommersby (Gere) dejó su granja para luchar en la Guerra Civil Americana y se presume muerto después de seis años. A pesar de las dificultades de trabajar en su granja en Vine Hill, Tennessee, su aparente viuda Laurel (Foster) está contenta con su ausencia, porque Jack era un esposo desagradable y abusivo. Hace planes para volver a casarse con uno de sus vecinos, Orin Meacham (Pullman), que la ha estado ayudando a ella y a su hijo pequeño con el trabajo agrícola.
Un día, Jack regresa con un aparente cambio de corazón. Ahora es amable y cariñoso con Laurel y su hijo pequeño, Rob. Por las noches, les lee la Ilíada de Homero, cosa que el viejo Jack nunca habría hecho. Afirma que el libro le fue entregado por un hombre que conoció en la cárcel. Jack y Laurel reavivan su intimidad, lo que lleva a Laurel a quedar embarazada.
Desplazado de su noviazgo con Laurel, Meacham sospecha que Jack es un impostor. El zapatero de la ciudad también descubre que el pie de este hombre es dos tallas más pequeño que el último hecho para Sommersby antes de la guerra. Jack encuentra la economía local arruinada y su propia tierra hipotecada y agotada. Para reactivar la economía, sugiere el tabaco Burley como cultivo comercial. Él persuade a la gente del pueblo para que junte sus recursos para comprar semillas, ofreciéndose a aparcelar sus tierras y venderles sus parcelas a un precio justo una vez que se liquide la hipoteca. Esto genera más dudas en sus antiguos vecinos, que creen que el "viejo" Jack no cedería la tierra de su padre, y resentimiento por la inclusión de antiguos esclavos.
Joseph (Faison), un liberto negro que vive en la tierra de Sommersby, es brutalmente atacado y llevado a la puerta de Sommersby por jinetes nocturnos encapuchados que se autoproclaman los Caballeros de la Camelia Blanca (uno de ellos es Meacham). Jack es amenazado, en un intento de obligarlo a excluir a los negros de la propiedad de tierras, pero él se niega.
Al tomar el dinero de la gente del pueblo, compra la semilla de tabaco alegando que las cosechas recaudarán fondos suficientes para reconstruir la iglesia del pueblo. Todos los que aceptaron el trato se pusieron manos a la obra, transformando la plantación en un caldo de cultivo de promesas y prosperidad. Laurel da a luz a una hija, Rachel.
Poco después del bautismo de Rachel, dos alguaciles estadounidenses arrestan a Jack bajo el cargo de asesinato, que conlleva la pena de muerte. Los intentos de Laurel por salvar a su marido se centran en la cuestión de su identidad: si este "Jack" es quien dice ser, o un parecido que conoció al verdadero Sommersby mientras estaba en prisión por desertar del Ejército Confederado. El abogado de Laurel y Jack acuerdan argumentar que su esposo es un impostor. Esto lo salvaría de la horca por asesinato, pero aún sería encarcelado por fraude y deserción militar. Meacham diseña este plan a cambio de que Laurel prometa casarse con él en el encarcelamiento de "Sommersby".
Jack despide al abogado y se propone restablecerse como el verdadero Sommersby. Se presentan varios testigos para desacreditar a este Sommersby como un fraude, que afirman que es Horace Townsend, un profesor de inglés y estafador de Virginia. Un testigo dice que el hombre que actualmente se hace pasar por Jack defraudó a su municipio en varios miles de dólares después de afirmar que quería ayudar a reconstruir la escuela allí. También se dice que desertó del Ejército Confederado y terminó en prisión. Sommersby desacredita el testimonio del hombre al identificarlo como uno de los miembros del Klan que lo había amenazado anteriormente. Señala que Orin Meacham era otro de esos hombres y que todo esto es una trampa para intentar robar a los nuevos granjeros negros la tierra que han comprado.
Cuando se llama a Laurel como testigo, ella revela que su naturaleza amable la convenció de que él era un impostor, admitiendo "... ¡porque nunca lo amé como te amo a ti!". El juez Barry Conrad Isaacs (Jones) llama a Jack a su banquillo para preguntarle si desea ser juzgado como Jack Sommersby, ya que eso significará la muerte en la horca. Jack afirma que quiere ser juzgado como John "Jack" Sommersby.
Jack es declarado culpable de asesinato en primer grado y condenado a muerte en la horca. Mientras espera la muerte, Laurel le pide que diga la verdad sobre su identidad y Horace Townsend. Laurel menciona el libro sobre las obras de Homero que tiene. Jack le cuenta la historia de cómo un hombre tuvo que compartir celda con otro hombre, que parecía que podían haber sido hermanos. Después de compartir celda durante cuatro años, llegaron a saberlo todo el uno del otro.
Tras su liberación, Jack Sommersby mató a otro hombre y luego murió a causa de una herida que recibió durante la pelea. Horace Townsend luego enterró a Jack Sommersby, que se ve en la escena inicial de la película. Horace decidió asumir la identidad de Jack Sommersby. 'Jack' (que es, de hecho, Horace) concluye diciendo que no puede admitir su verdadera identidad, porque Laurel y los niños lo perderían todo.
Cuando Jack es llevado a la horca, le pide a Laurel que esté entre la multitud, ya que no desea estar solo al ser colgado. Cuando Jack está a punto de ser ejecutado, Laurel se dirige al frente de la multitud. Jack la llama y le dice al verdugo que "no está listo". Ella lo llama y los dos se ven antes de que el verdugo cubra su rostro.
Las escenas finales muestran a Laurel subiendo una colina con flores. Luego se arrodilla junto a la lápida de "John Robert Sommersby" y le deja las flores. Se revela que se está trabajando en el campanario de la iglesia del pueblo, como Jack había deseado.

## Reparto
- Richard Gere: John Robert 'Jack' Sommersby
- Jodie Foster: Laurel Sommersby
- Bill Pullman: Orin Meecham
- James Earl Jones: Juez Barry Conrad Issacs
- Lanny Flaherty: Buck
- William Windom: Reverendo Powell
- Wendell Wellman: Travis
- Brett Kelley: pequeño Rob
- Clarice Taylor: Esther
- Frankie Faison: Joseph
- R. Lee Ermey: Dick Mead
- Richard Hamilton: Doc Evans
- Karen Kirschenbauer: Mme Evans
- Carter McNeese:  Wilson, botiguer
- Dean Whitworth: Tom Clemmons
- Stan Kelly: John Green
- Stephanie Weaver: Mme Bundy
- Khaz B: Eli

## Premios
- Best Motion Picture Script para Nicholas Meyer y Sarah Kernochan en los premios Spur en 1994.